# Bashir Khanbhai
Bashir Khanbhai (ur. 22 września 1945 w Tandze, zm. 16 kwietnia 2020) – brytyjski polityk i przedsiębiorca pochodzący z Tanzanii, od 1999 do 2004 deputowany do Parlamentu Europejskiego V kadencji.

## Życiorys
Pracował w rodzinnym biznesie, ukończył szkołę farmacji przy University of London. Kształcił się w zakresie politologii, filozofii i ekonomii na University of Oxford. Wszedł w skład stałego komitetu stowarzyszenia Oxford Union. Zaangażował się w działalność polityczną w ramach torysów, kandydował w 1997 bez powodzenia do Izby Gmin w okręgu wyborczym Norwich South.
W latach 1999–2004 z ramienia Partii Konserwatywnej sprawował mandat posła do Parlamentu Europejskiego. Należał do frakcji chadeckiej, pracował m.in. w Komisji Przemysłu, Handlu Zewnętrznego, Badań Naukowych i Energii. Był pierwszym Brytyjczykiem-muzułmaninem w Europarlamencie.
W 2004 został zobowiązany do zwrotu 7 tys. funtów nieprawidłowo pobranych tytułem zwrotu rzekomych kosztów podróży. W konsekwencji nie znalazł się na liście wyborczej Partii Konserwatywnej w kolejnych wyborach europejskich, sam Bashir Khanbhai twierdził, iż doszło do tego z pobudek rasistowskich.